# Robin's Reign
Robin's Reign é um álbum lançado por Robin Gibb em 1970. Trouxe o 'hit' "Saved by the Bell", que chegou ao segundo lugar das paradas britânicas em 1969.
É um álbum que segue a trilha traçada por Odessa, com grandes canções acompanhadas de orquestra. Porém, algumas das canções mais representativas desse período da carreira de Robin, que consistiam em verdadeiras óperas rock ficaram de fora do álbum, que buscou ser mais comercial, trazendo canções mais curtas e radiofônicas. Como exemplo, "Hudson's Fallen Wind", uma canção em três atos composta nesta época, foi editada, e só a sua terceira parte ("Farmer Ferdinand Hudson") aparece no álbum.
Robin gravou o álbum quase todo sozinho, sendo auxiliado por seu irmão Maurice Gibb no baixo e no piano, e usando uma máquina de ritmos ao invés de bateria.
O disco teve poucas vendas. Os dois primeiros singles, "Saved by the Bell" e "One Million Years" (que não era encontrada no lançamento mundial do álbum, mas só em alguns países, como Alemanha e Brasil) fizeram relativo sucesso na Europa, especialmente na Alemanha, porém, a demora no lançamento do álbum, que só saiu oito meses após o lançamento do primeiro single, e o fracasso no terceiro single, "August October", são considerados determinantes para o insucesso de vendas do álbum.
Alguns destaques do disco são: "The Worst Girl in This Town", "Mother and Jack", "Lord Bless All" e "Farmer Ferdinand Hudson" (preferivelmente sua versão completa, "Hudson's Fallen Wind", encontrada em alguns bootlegs lançados por fãs).

## Faixas
LP (Polydor 184 363 / Polydor MP2081 (JAP) / ATCO-33323 (EUA)) e CD (Polydor 847 914-2)
Todas as faixas escritas e compostas por Robin Gibb. 
| Lado A |                               |         |  |
| N.º    | Título                        | Duração |  |
| 1.     | "August October"              | 2:31    |  |
| 2.     | "Gone Gone Gone"              | 2:35    |  |
| 3.     | "The Worst Girl in This Town" | 4:30    |  |
| 4.     | "Give Me a Smile"             | 3:05    |  |
| 5.     | "Down Came the Sun"           | 2:45    |  |
| 6.     | "Mother and Jack"             | 4:06    |  |

| Lado B         |                           |         |  |
| N.º            | Título                    | Duração |  |
| 7.             | "Saved by the Bell"       | 3:06    |  |
| 8.             | "Weekend"                 | 2:10    |  |
| 9.             | "Farmer Ferdinand Hudson" | 3:05    |  |
| 10.            | "Lord Bless All"          | 3:15    |  |
| 11.            | "Most of My Life"         | 5:12    |  |
| Duração total: | Duração total:            | 36:20   |  |

| Faixa-bônus em alguns países (Polydor 184 363 (ALE) / Polydor LPG 624 037 (BRA) / Polydor 179 078 (SUI)) |                     |         |  |
| N.º | Título              | Duração |  |
| 12. | "One Million Years" | 4:05    |  |
| Duração total:                                                                                           | Duração total:      | 40:25   |  |

## Ficha Técnica
- Robin Gibb — vocais, guitarra, órgão, máquina de ritmos, arranjo (10)
- Maurice Gibb — baixo, piano
- Kenny Clayton — arranjo de orquestra (4, 5, 6, 7, 8, 9, 11) e de coro, maestro (5, 6, 7, 9, 11)
- Zack Lawrence — arranjo de orquestra (1, 2, 3, 12), maestro (1, 2, 3, 12)
- Vic Lewis - maestro (4, 8)

- Engenheiro de áudio: desconhecido
- Produção musical: Robin Gibb, Vic Lewis
- Design da capa: Hamish Grimes
- Fotografia: Ray Washbourne
- Gravado em março de 1969 no estúdio De Lane Lea, Londres; em junho nos estúdios de gravação da Warner/Chappell Music, Londres; e em setembro e outubro em estúdio desconhecido em Londres.

## Outtakes
- "Alexandria Good Time", gravada em março de 1969 — 2'56".
- "Janice", gravada em março de 1969 — 5'38".
- "Moon Anthem", gravada em 27 de junho de 1969 — 5'36"
- "Ghost of Christmas Past", gravada em 27 de junho de 1969 — 7'32".
- "Hudson's Fallen Wind", suíte da qual faz parte "Farmer Ferdinand Hudson", gravada em meados de 1969 — 12'19".
- "Goodbye Good World", gravada em meados de 1969 — 3'00".

## Versões Alternativas
- "Agosto Ottobre", versão em italiano para "August October" (não-lançada) — 2:31
- "Un Milione di Anni", versão em italiano para "One Million Years" (não-lançada) — 4:05
- "August October (Alternate Version)", versão feita em mono que termina com um fade out (LP Best of Bee Gees, Volume 2, edição italiana) — 2:25
- "One Million Years (Alternate Version)", versão em estéreo feita em 1974 (LP britânico Gotta Get a Message to You) — 4:10
- "Saved by the Bell", versão em mono. O refrão final é repetido e acaba em fade out (versão do single) — 3:20
- "Mother and Jack", versão em mono. O fade out é dado 20 segundos depois do da versão do álbum (versão do single) — 4:26

## Posições nas Paradas
| Parada                | Posição |
| --------------------- | ------- |
| Alemanha (BVMI)       | 19      |
| Canadá (Music Canada) | 77      |

## Singles
1. Junho de 1969
A: "Saved by the Bell" [Mono] — 3:20
B: "Mother and Jack" [Mono] — 4:26
2. Novembro de 1969
A: "One Million Years"
B: "Weekend"
3. Fevereiro de 1970 (EUA)
A: "August October
B: "Give Me a Smile"